# Foxglove Oval
Foxglove Oval är en park i Australien. Den ligger i delstaten New South Wales, i den sydöstra delen av landet, omkring 25 kilometer norr om delstatshuvudstaden Sydney.
Runt Foxglove Oval är det tätbefolkat, med 383 invånare per kvadratkilometer.. Närmaste större samhälle är Castle Hill, omkring 14 kilometer sydväst om Foxglove Oval. 
I omgivningarna runt Foxglove Oval växer i huvudsak städsegrön lövskog. Genomsnittlig årsnederbörd är 1 380 millimeter. Den regnigaste månaden är februari, med i genomsnitt 200 mm nederbörd, och den torraste är juli, med 36 mm nederbörd.